# Vito Fedeli (compositore)
Vito Fedeli (Foligno, 19 giugno 1866 – Novara, 23 giugno 1933) è stato un compositore e organista italiano.

## Biografia
Figlio di Francesco Simeone Fedeli, un costruttore d'organi, e di Carolina Ceccaroni, si avvicinò alla musica grazie agli insegnamenti del padre, successivamente imparò da autodidatta a suonare l'organo, il pianoforte e il corno; a undici anni lavorò già come musicista-organista nella chiesa della sua parrocchia. Studiò in seguito  composizione a Roma, allievo di Antonio Leonardi, Eugenio Terziani e Giuseppe Martucci.
Si dedicò dapprima all'attività didattica nei conservatori e nelle scuole di musica insegnando a Castelfranco Veneto (1894); fu poi direttore e insegnante d'armonia a Reggio Calabria (1897) e infine direttore, insegnante d'armonia, contrappunto, storia ed estetica musicale nell'istituto civico "Brera" di Novara (1904).
Fedeli fu anche un musicista concertista e un compositore sia di opere teatrali sia di composizioni sacre. Inoltre si dimostrò un buon musicologo e collaborò con numerose riviste, tra le quali la Gazzetta musicale, Ars et labor, la Rivista musicale italiana, Sammelbände, Zeitschrift der Internationalen Musikgesellschaft.
Tra i numerosi incarichi svolti nel corso della sua carriera, Fedeli fu giurato del concorso internazionale di Parigi nel 1900, e tra i riconoscimenti ottenuti menzioniamo la decorazione della palma d'Accademia del governo francese.
Fedeli si distinse per la partecipazione alla realizzazione della Piccola antologia settecentesca, una raccolta di arie e duetti, inediti e rari (Bari 1923), oltreché per la compilazione del saggio Le cappelle musicali di Novara presente in Istituzioni e monumenti dell'arte musicale italiana, III (Milano 1933), un approfondimento artistico-storico che va dal XVI secolo fino al XIX secolo. Grazie a questo suo studio nel 1928 la Società storica novarese gli attribuì il premio Morandi.

## Composizioni

### Opere
- Ivanhoe, su libretto di E. Golisciani, mai eseguita
- La Vergine della montagna, opera seria in due atti, su libretto di Francesco Saverio Moretti, eseguita per la prima volta al teatro Garibaldi di Reggio Calabria il 6 settembre 1897
- Varsavia, opera seria in un atto unico su libretto di V. Carrera e V. Fleres, eseguita al teatro Quirino di Roma il 15 dicembre 1900

### Musica sacra
- Cinque messe a cappella
- Messa a 4 voci ineguali, eseguita a Roma nel 1893 alla presenza della famiglia reale, per la commemorazione di Vittorio Emanuele II presso la chiesa del Sudario.
- Messa solenne ambrosiana a due cori e due organi, eseguita per la prima volta a Milano l'8 settembre 1926

### Musiche profane
Tra le musiche profane si ricordano una Cantata patriottica per coro e orchestra (eseguita al teatro Coccia di Novara nel 1905), musica per organo, cori, musica vocale da camera, un preludio sinfonico ed altri pezzi per orchestra e per soli archi.
Tra le sue pubblicazioni, da rilevare furono le memorie di Storia della musica e la Piccola Antologia Settecentesca.